# Южный Бородино
Южный Бородино или Минамидайто (яп. 南大東島 Минамидайто:-дзима, «остров южный Дайто») — остров в Филиппинском море, принадлежит Японии, самый крупный из островов Дайто, входит в состав префектуры Окинава. Площадь острова — 30,57 км², население в 2010 году составляло 1442 человека.

## География
Находится в субтропиках, сформировался на базе кораллового рифа. За исключением соседнего острова Северный Бородино (Китадайто), поблизости от острова Южный Бородино нет никакой обитаемой земли, кроме цепочки японских островов в секторе от запада до северо-запада на расстоянии около 350 км. Крупнейший из них, остров Окинава, расположен к западу от острова Южный Бородино.
Расстояние от самой северной до самой южной точки острова составляет 6,5 км, с запада на восток — 5 км.

## История
Остров получил русское название Южный Бородино в 1820 году, когда русский мореплаватель Захар Панафидин проходил мимо него на судне «Бородино».
В 1900 году группа японских переселенцев с острова Хатидзё стала первыми жителями острова Южный Бородино. На новом месте они выращивали сахарный тростник. Позже на острове была проложена железная дорога для товарных поездов, однако впоследствии её демонтировали, и грузы теперь перевозятся другими видами транспорта.

## Население
На острове находится село Минамидайто, административно относящееся к уезду Симадзири префектуры Окинава.

## Экономика
На Южном Бородино есть винокурня, производящая ром, а также собственный аэропорт Минамидайто.

## Галерея

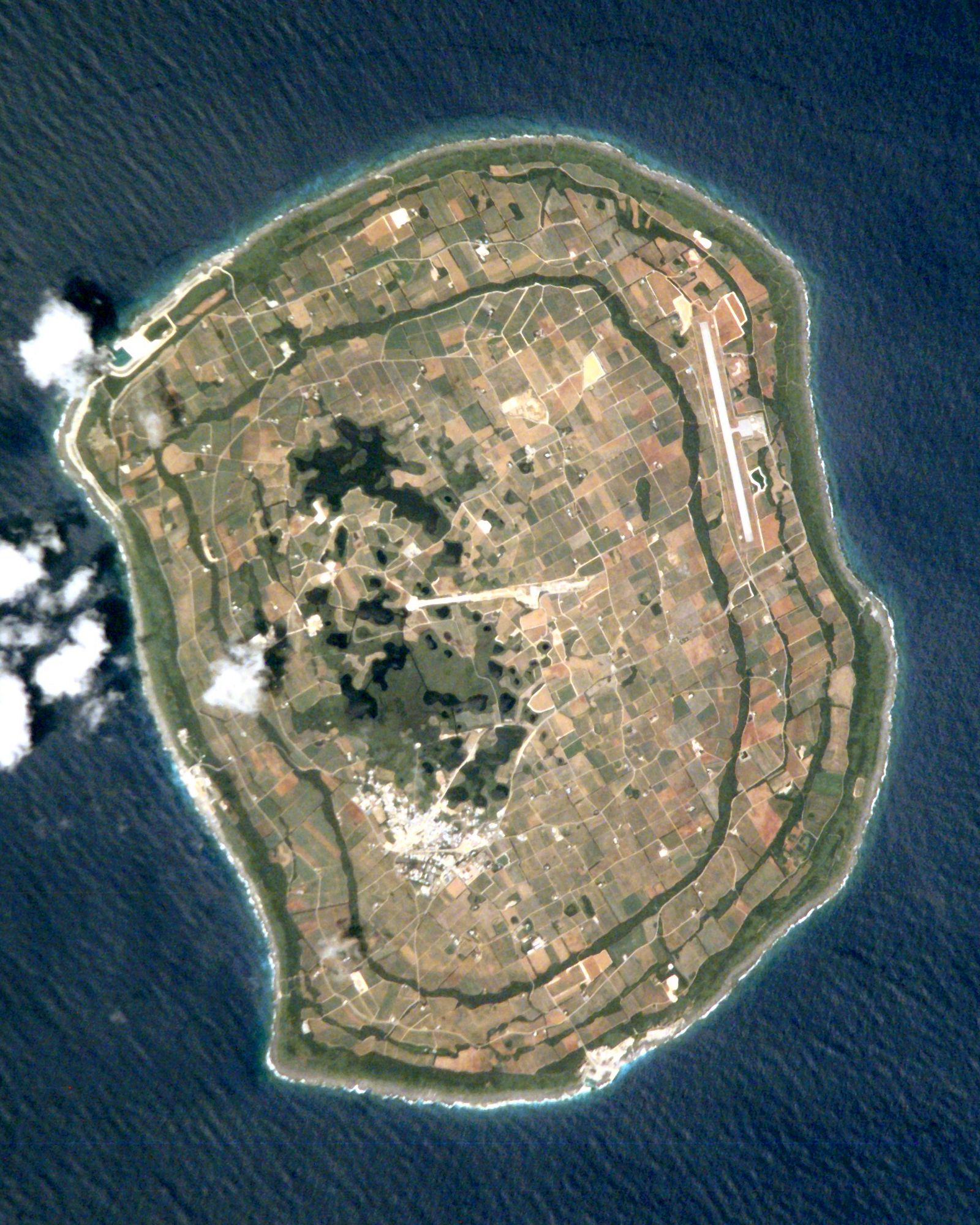
Вид острова со спутника
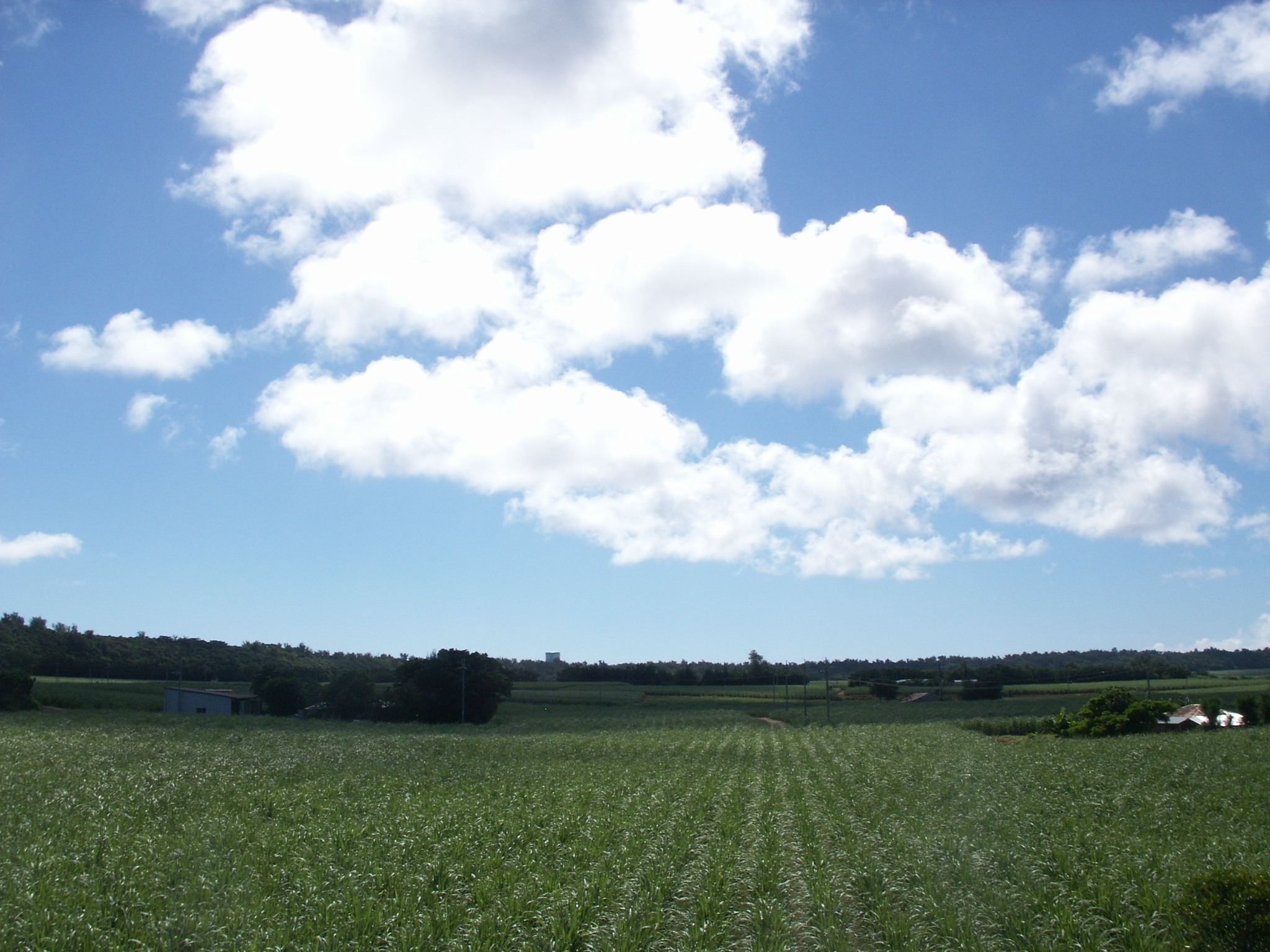
Поле сахарного тростника
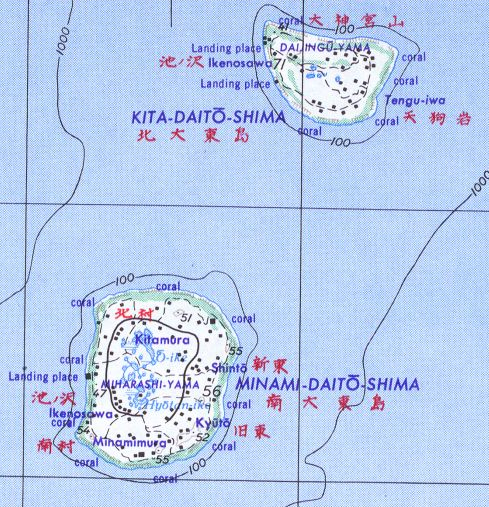
Подробная карта островов Северный Бородино и Южный Бородино